# Quatre Sœurs unies par le secret
Quatre Sœurs unies par le secret (Sister Cities) est un téléfilm américain réalisé par Sean Hanish (en), diffusé pour la première fois en 2016.

## Synopsis
Quatre sœurs : Austin, Dallas, Carolina et Baltimore, se retrouvent après la mort de leur mère. Celle-ci, qui se serait suicidée se trouve dans sa baignoire. Austin qui était la seule à être demeurée près de sa mère, révèle que leur mère était atteinte d'une maladie dégénérative incurable et qu'elle était paralysée. 

## Distribution
- Jacki Weaver : Mary Baxter à 71 ans
- Amy Smart : Mary Baxter entre 41 et 63 ans
- Jess Weixler : Austin Baxter, 29 ans
- Ava Kolker : Austin à huit ans
- Stana Katic : Carolina « Carol » Baxter Shaw, 37 ans
- Kaia Gerber : Carolina à 13 ans
- Roxie Hanish : Carolina à 7 ans
- Michelle Trachtenberg : Dallas Baxter, 27 ans
- Kayla Levine : Dallas à six ans
- Troian Bellisario : Baltimore Baxter, 21 ans
- Serendipity Lilliana : Baltimore jeune
- Alfred Molina : Mort Stone, 62 ans
- Fidel Gomez : Mort jeune
- Tom Everett Scott : Barton Brady, 39 ans
- Aimee Garcia : Sarah, 31 ans
- Kathy Baker : Janis, une éditrice
- Peter Jason : le docteur Timmins
- Patrick Davis : Carlos
- Colette Freedman : Brontë